# Marcos Redero Hernández
Marcos Redero Hernández (Salamanca, 23 de gener de 1976) és un exfutbolista castellanolleonès, que ocupava la posició de defensa.

## Trajectòria
Redero ha militat durant tota la seua carrera esportiva com a jugador de la UD Salamanca, amb qui va sumar 94 partits i tres gols. Hi debuta la temporada 96/97, disputant dos partits. La seua següent aparició és dos anys després, amb els castellans a la màxima categoria.
El defensa no es faria amb la titularitat fins a la temporada 01/02, amb el Salamanca a la categoria d'argent. Hi passa dos anys sent peça clau de l'onze, fins que a partir del 2003 les lesions l'aparten dels terrenys de joc. Després de dues temporades sense fitxa, es retira el 2005.